# 马会伯
马会伯（？—1736年），字乐闻，宁夏人（宁夏府，今银川），清朝将领。康熙三十九年武状元。雍正七年十一月升任兵部尚书，次年因贻误之罪被革职。

## 生平
马家是宁夏府（今银川）武将世家，马会伯的曾祖父马世龙是明朝崇祯年间武将，为崇祯年间明朝兵部尚书孙承宗的得力助手，曾任山海关总兵和九边之一的宁夏总兵，多次和后金以及蒙古军队交战，赐尚方宝剑，累升太子少保衔，死后追赠太子太傅。马会伯的兄弟也都从军行务，康熙、雍正两朝，马家四兄弟一门三进士、四总兵。他的胞兄马际伯参与了平定吴三桂、征讨噶尔丹的大小战役，后升任四川总督；胞弟马见伯，是康熙三十年武进士，因军功升山西太原总兵、陕西固原提督，以儒将闻名，深得康熙赏识，康熙五十九年，随贝勒延信率兵定西藏，多次献计破敌，在班师途中死于四川打箭炉；胞弟马觌伯是康熙四十二年武进士，授予御前三等侍卫，累升至大同总兵。
康熙三十九年十月，马会伯于武举乡试高中，康熙三十九年（1700年）一甲一名武進士，为当年武状元，授头等侍卫（御前一等侍卫，正三品）。康熙四十五年，授直隶昌平参将。康熙五十年（1711年）调湖南衡州协副将；康熙五十三年（1714年）调任云南督标中军中营副将。康熙五十七年（1718年）升为云南永北镇总兵，统管一镇军务。
康熙五十六年（1717），厄鲁特蒙古准噶尔部侵入西藏，杀害拉藏汗，推翻了和硕特贵族在西藏的统治，占踞西藏，并对清政府构成了威胁。康熙五十七年（1719年），清廷决定进军西藏，驱逐准噶尔部，史称驱准保藏，双方进行了长达两年的战争。康熙五十九年（1720年），随将军法喇、噶尔弼率绿营兵从四川打箭炉方向进军西藏，同年八月，随军入驻拉萨，准噶尔部败走，因军功升至左都督。雍正元年（1723年），入朝，雍正帝說他“有儒将风”，并赐貂冠、孔雀翎。雍正三年，升任正二品贵州提督，平定苗族叛乱。雍正四年（1726年），初调甘肃，途中改授四川巡抚，确认按察使程如丝勾结商贾、中饱私囊的罪名，并主持四川“清丈”土地事务。后又任湖北巡抚。雍正七年，官至兵部尚书，仍督兵需，并领肃州总兵，雍正八年被革职，但仍保留正二品总兵职位。乾隆元年（1736年），卒。《清史稿》有傳。

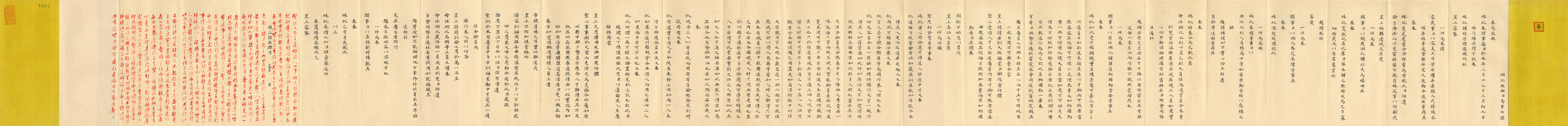
馬會伯的恭繳硃批摺

馬會伯有從兄弟馬際伯、馬見伯、馬覿伯。

## 延伸阅读
[在维基数据编辑]
 《清史稿/卷299》，出自趙爾巽《清史稿》
 《清史稿/卷299》